# St. Katharina (Klein Flöthe)

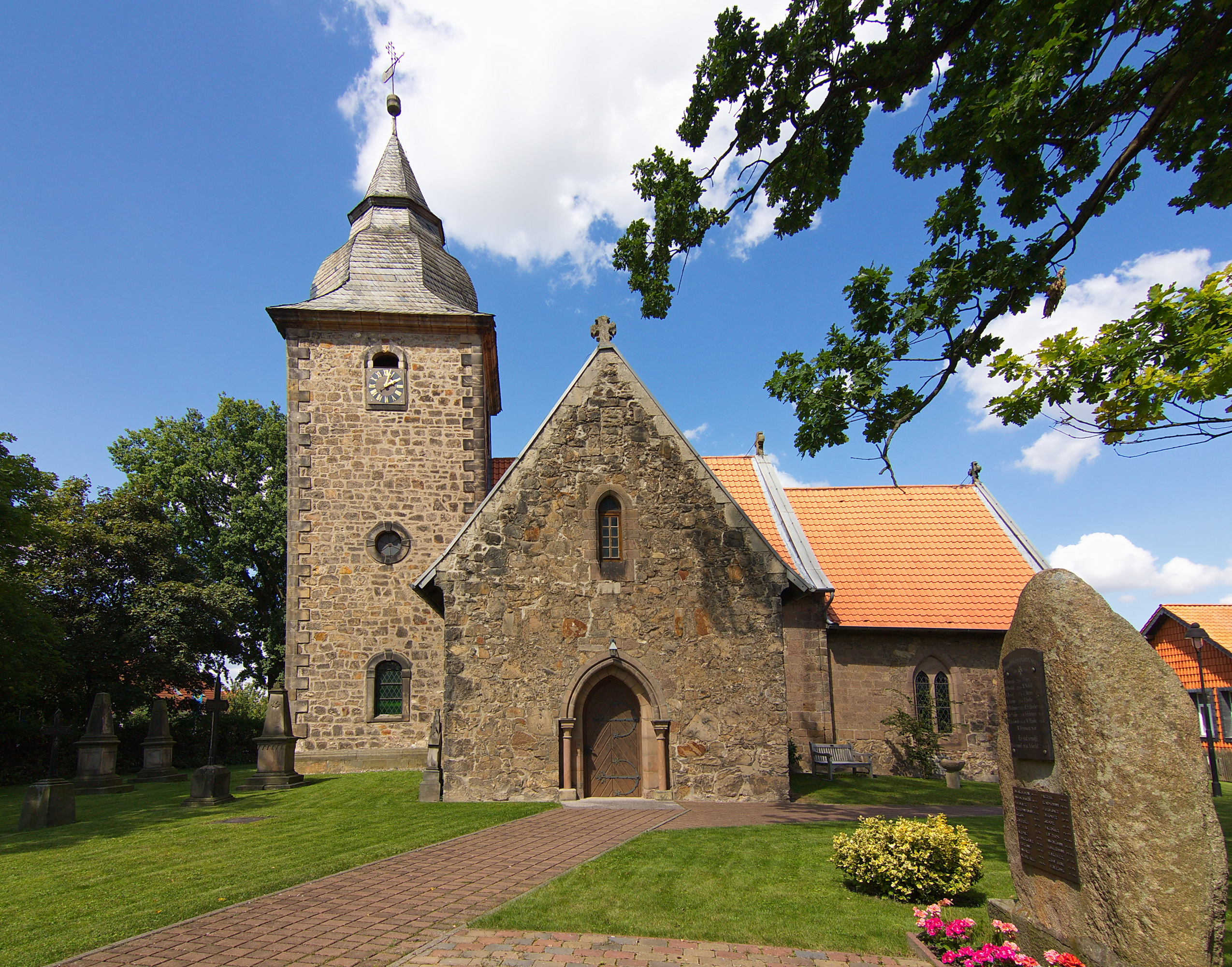
St. Katharina

Die evangelisch-lutherische, denkmalgeschützte Kirche St. Katharina steht im Ortsteil Klein Flöthe der Gemeinde Flöthe im Landkreis Wolfenbüttel in Niedersachsen. Die Kirchengemeinde Flöthe gehört zur Propstei Salzgitter-Bad  der Evangelisch-lutherischen Landeskirche in Braunschweig.

## Beschreibung
1227 wird eine Kapelle in Klein Flöthe urkundlich erstmals erwähnt. In mehreren Abschnitten wurde der Bau erweitert. Die heutige Saalkirche entstand 1866–69 unter Verwendung der spätmittelalterlichen Umfassungsmauern. Sie besteht aus dem 1752 gebauten Kirchturm im Westen, dem Langhaus mit einem südlichen Querarm und dem eingezogenen, rechteckigen Chor. Der Kirchturm ist mit einer geschwungenen, schiefergedeckten Haube bedeckt. Die übrigen Gebäudetrakte tragen Satteldächer.
Der Innenraum des Chors ist mit einem Kreuzrippengewölbe überspannt. Zur Kirchenausstattung gehört ein spätgotischer Flügelaltar, bei dem im Schrein Katharina und Maria sowie Johannes und Anna selbdritt beiderseits des der Gekreuzigten stehen. In den Flügeln stehen zweireihig übereinander die 11 Apostel und Johannes der Täufer. Die Predella ist mit dem Schweißtuch der Veronika bemalt, das von zwei Engeln gehalten wird. Außerdem werden die heilige Ursula als Schutzmantelfigur und Christophorus dargestellt. An der Brüstung der Empore, auf der eine Orgel aus dem Jahre 1869 steht, befinden sich sieben Bilder über die Passion.